# Kunstjahr 1772
Liste der Kunstjahre

◄◄ | ◄ | 1768 | 1769 | 1770 | 1771 | Kunstjahr 1772 | 1773 | 1774 | 1775

Weitere Ereignisse

## Ereignisse
Auf James Cooks zweiter Südseereise befindet sich an Bord der Resolution auch der Landschaftsmaler William Hodges. Während seines Aufenthalts an Bord fertigt er zahlreiche Landschaftsskizzen, aber auch einige Porträts von Expeditionsteilnehmern sowie besonderen Persönlichkeiten der besuchten Inseln an.

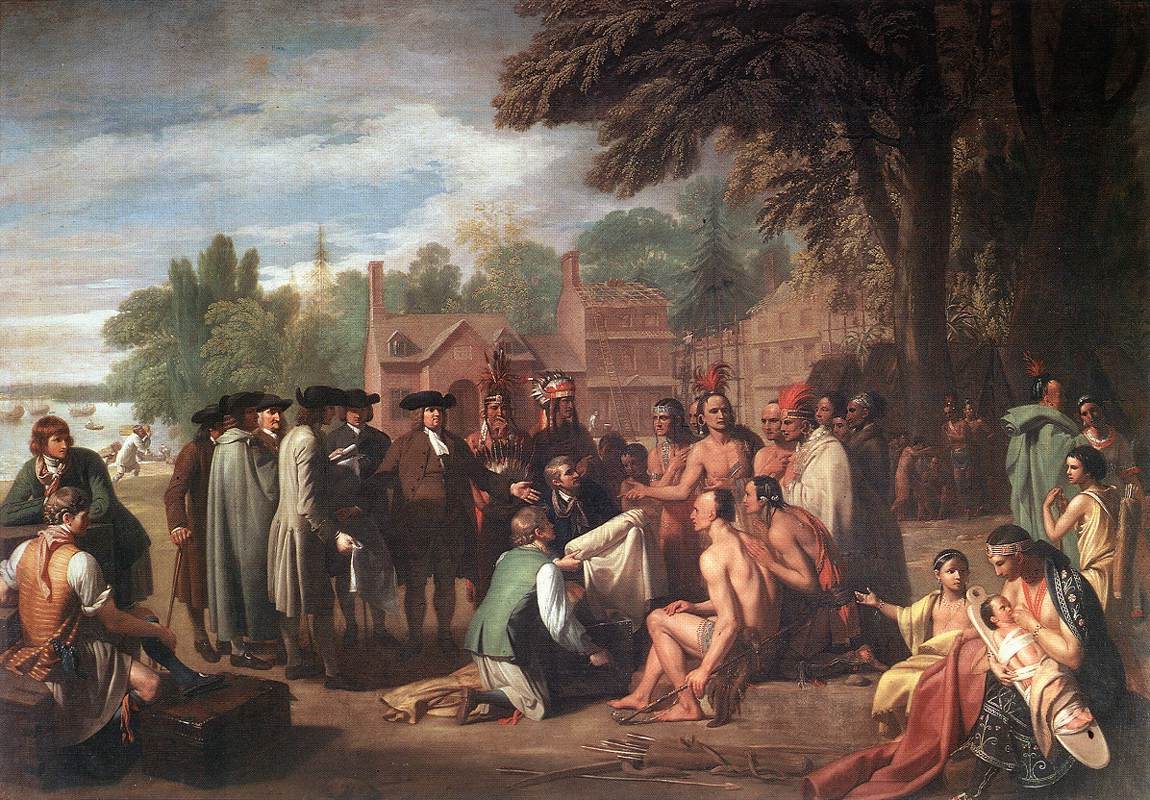
William Penns Vertrag mit den Indianern, West, um 1772

Der britische König George III. ernennt den aus den amerikanischen Kolonien stammenden Benjamin West zum Historien-Maler des Hofes mit einem Jahresgehalt von £1000. 
Johann Zoffany erhält von der britischen Königin Sophie Charlotte zu Mecklenburg-Strelitz den Auftrag zur Darstellung der Tribuna der Uffizien. Zu diesem Zweck macht er sich auf die Reise nach Florenz, wo er in den Uffizien bis 1777 an dem Werk Tribuna degli Uffizi arbeitet. 

## Geboren

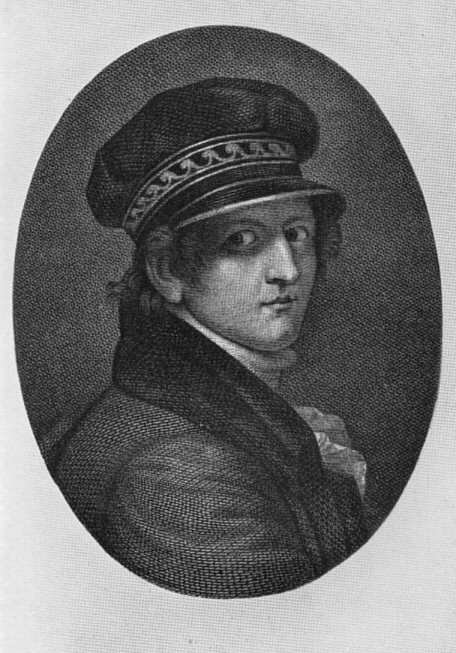
Gerhard von Kügelgen

- 06. Februar: Gerhard von Kügelgen, deutscher Porträt- und Historienmaler († 1820)
- 06. Februar: Karl von Kügelgen, deutscher Landschafts- und Historienmaler († 1832)
- 16. Februar: Friedrich Gilly, deutscher Architekt und Baumeister († 1800)
- 28. Februar: Karl Gottlieb Schweikart, österreichischer Porträtmaler († 1855)

- 17. Juli: Christian Philipp Wolff, deutscher Bildhauer, Stuckateur und Baumeister († 1820)
- 11. August: Joseph Eduard d’Alton, österreichischer Anatom, Hochschullehrer, Archäologe, Zeichner, Kupferstecher und Kunstkritiker († 1840)

- 08. November: David Ferdinand Howaldt, deutscher Goldschmied († 1850)
- 11. November: Carl Friedrich Hagemann, österreichischer Bildhauer († 1806)

- 11. Dezember: Immanuel Christian Leberecht von Ampach, deutscher Numismatiker, Kunstsammler und Mäzen († 1831)

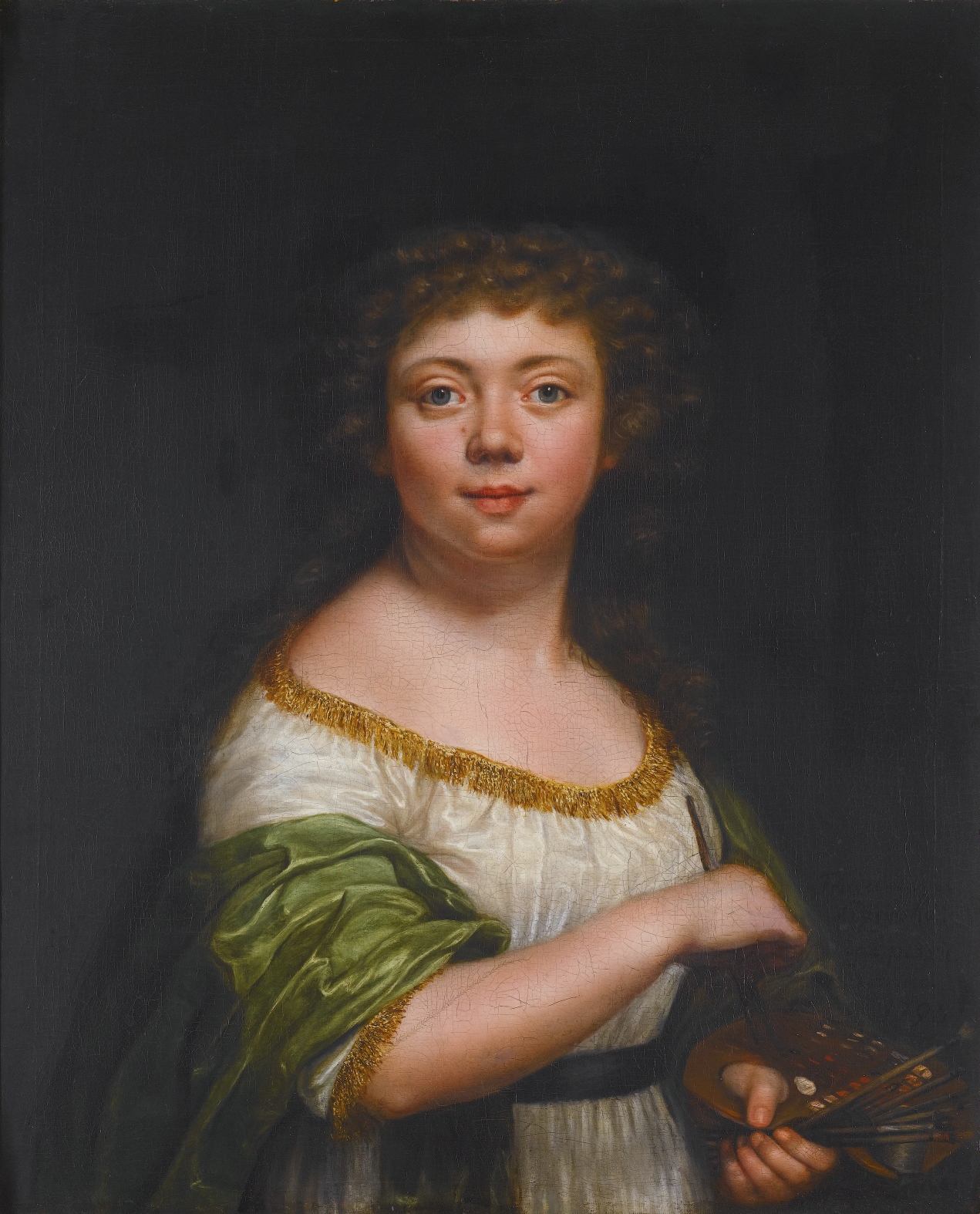
Frederike Julie Lisiewski, Selbstbildnis (1793)

- 26. Dezember: Friederike Julie Lisiewska, deutscher Porträtmalerin († 1856)

- Pavel Đurković, serbischer Maler († 1830)

## Gestorben
- 9. Februar: Mang Anton Stapf, süddeutscher Rokokobildhauer (* 1701)
- 2. März: Johann Berenberg, deutscher Bankier, Kunstsammler und  Mäzen (* 1718)
- 12. März: Franz de Paula Penz, österreichischer Pfarrer und Kirchenbaumeister (* 1707)
- 21. März: Jacques-Nicolas Bellin, französischer Kartograf (* 1703)

- 9. April: Johann Joseph Resler, österreichischer Bildhauer (* 1702)
- 4. Juni: Johann Michael Feuchtmayer der Jüngere, deutscher Stuckateur und Bildhauer (* 1709)

- Ignaz Finsterwalder, deutscher Stuckateur (* 1708)